# Guillermo III de Borgoña
Guillermo III (1110-1127) fue un conde de Borgoña que heredó de su padre Guillermo II los condados de Borgoña y de Mâcon por ser su único hijo, después del asesinato de Guillermo II por sus barones en el año 1125.  Guillermo III fue asimismo asesinado a la edad de 17 años, en 1127 y le sucedió Reinaldo III, hijo de su tío-abuelo Esteban.